# GUAM

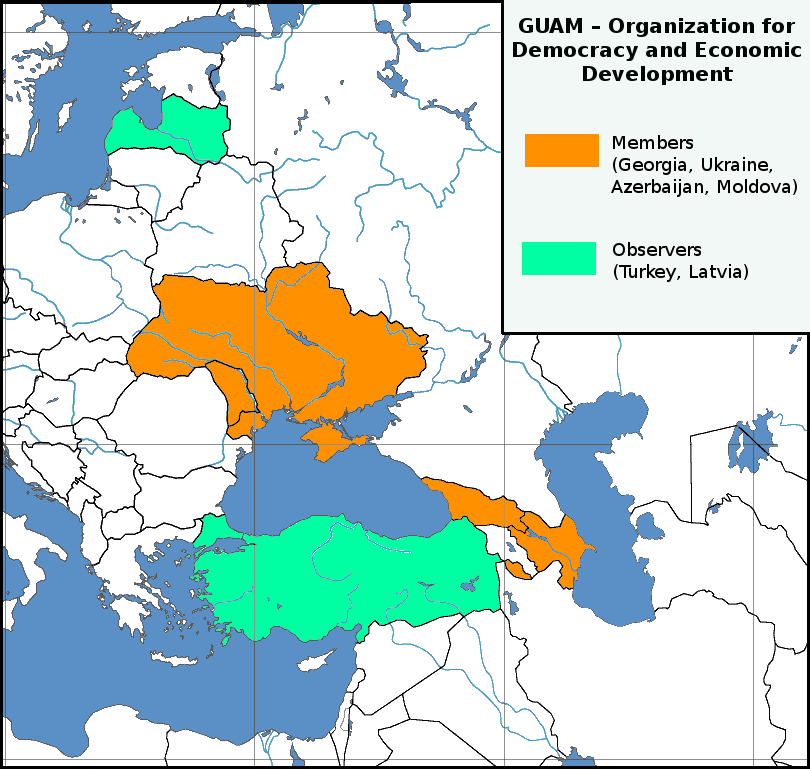
Členové (oranžově), pozorovatelé (zeleně)

GUAM – Organizace pro demokracii a ekonomický rozvoj (ukrajinsky ГУАМ, gruzínsky სუამი) je regionální seskupení čtyř postsovětských zemí – Gruzie, Ukrajina, Ázerbájdžán a Moldavsko.
Charta GUAMu byla podepsána v průběhu summitu na Jaltě 6.–7. června 2001 čtyřmi současnými členy a Uzbekistánem, který později ustoupil. Podle bývalého ukrajinského prezidenta Viktora Juščenka listina stanovila cíle pro spolupráci, jako je podpora demokratických hodnot, která zajišťuje stabilní vývoj, posílení mezinárodní a regionální bezpečnosti a zintenzivnění evropské integrace.

## Členové
Současní
- Gruzie (1997) („G“)
- Ukrajina (1997) („U“)
- Ázerbájdžán (1997) („A“)
- Moldavsko (1997) („M“)

Dřívější
- Uzbekistán (připojen 1999, stažen 2005)

Pozorovatelé
- Turecko
- Lotyšsko